# Тонне-Бутон (кантон)
Тонне-Бутон (фр. Tonnay-Boutonne) — кантон во Франции, находится в регионе Пуату — Шаранта. Департамент кантона — Шаранта Приморская. Входит в состав округа Сен-Жан-д’Анжели. Население кантона на 2006 год составляло 3138 человек.
Код INSEE кантона 1738. Всего в кантон Тонне-Бутон входят 11 коммун, из них главной коммуной является Тонне-Бутон.

## Коммуны кантона
- Анзе — население 163 чел.
- Шантмерль-сюр-ла-Суа — население 110 чел.
- Шервет — население 128 чел.
- Нашан — население 217 чел.
- Пюи-дю-Лак — население 345 чел.
- Пюироллан — население 206 чел.
- Сен-Крепен — население 243 чел.
- Сен-Лоран-де-ла-Барьер — население 88 чел.
- Сен-Лу (Шаранта Приморская) — население 270 чел.
- Тонне-Бутон — население 1137 чел.
- Торксе — население 231 чел.